# Arlene Pach
Arlene (Alnora) Pach (geb. Simmons; * 26. Mai 1928 in Kamloops/British Columbia; † 2. März 2000 in Fredericton/New Brunswick) war eine kanadische Pianistin und Musikpädagogin.

## Leben
Die Schwester des Komponisten Phil Nimmons studierte am Konservatorium von Toronto bei Boris Roubakine. Nach dem Debüt mit der Vancouver Symphony (1947) und Auftritten bei den CBC Vancouver Recitals gab sie Anfang der 1950er Jahre Konzerte in Toronto und ganz Ontario und spielte Uraufführungen von Werken Harry Freedmans, Kenneth Peacocks und ihres Bruders. Als Kammermusikerin arbeitete sie u. a. mit dem Flötisten Nicholas Fiore, dem Geiger Steven Staryk und dem Summerhill Woodwind Quartet zusammen.
1954 heiratete Nimmons den Geiger Joseph Pach, mit dem sie 1960 das Duo Pach gründete. Mit einem Stipendium des Canada Council debütierten beide 1961 in London und bei der BBC und gaben weitere Konzerte in Europa. Sie unternahmen auch Konzerttourneen durch Kanada, traten im Rundfunk und Fernsehen der CBC und bei der Expo 67 in Montreal auf.
Ab 1964 unterrichtete Pach als Artist in Residence an der University of New Brunswick. Von 1966 bis 1983 war sie künstlerische Leiterin des University of New Brunswick Chamber Music and All That Jazz Festival; bei Auftritten als Klavierquartett war sie die Pianistin des Brunswick String Quartet.
Als Artist in Residence wirkte Pach mit ihrem Mann bis 1993 an der University o New Brunswick. Sie unterrichtete außerdem am Banff Centre for the Arts und am Institute de Ribaupierre in Lausanne, trat bei der CBC als Musikkritikerin auf und schrieb Kolumnen für die Zeitschrift Daily Province. Von 1980 bis 1988 war sie Vizepräsidentin des Canadian Music Council.

## Quelle
- Arlene Pach. In:  Encyclopedia of Music in Canada. herausgegeben von The Canadian Encyclopedia (englisch, französisch).

| Personendaten    | Personendaten                           |
| ---------------- | --------------------------------------- |
| NAME             | Pach, Arlene                            |
| ALTERNATIVNAMEN  | Pach, Alnora; Nimmons, Alnora           |
| KURZBESCHREIBUNG | kanadische Pianistin und Musikpädagogin |
| GEBURTSDATUM     | 26. Mai 1928                            |
| GEBURTSORT       | Kamloops                                |
| STERBEDATUM      | 2. März 2000                            |
| STERBEORT        | Fredericton                             |